# 손윤생
손윤생(孫潤生)의 본관은 밀양(密陽)으로, 휘는 윤생(潤生), 호는 명천공(明泉公)이다. 
조선 세조 때의 사람으로 세조가 왕으로 등극할 때 도만호(都萬戶)로 공을 세워 3등 원종공신으로 책봉되었다. 현풍현감(玄風縣監)을 지냈으며, 이후 충청도 관찰사로 봉임하면서 충남 당진군 고대면 대촌리를 방문하여 물이 맑고 깊은 샘물을 발견하여 찬사를 아끼지 않았으며, 관직에서 물러나 그곳에 정자를 짓고 소일하였다 한다. 이후 당진군 고대면에 손씨들이 거주하기 시작하여 현재는 밀양 손씨 집성촌 가운데 하나가 되었다.